# Prealpes Eslovenos del noreste
Los Prealpes Eslovenos del noreste (en italiano, Prealpi Slovene nord-orientali) son una subsección perteneciente a los Prealpes Eslovenos. Se encuentran en Eslovenia al oeste de la ciudad de Maribor y, parcialmente, en Austria. Tiene el código de la SOIUSA II/C-36.III.
Se subdividen en dos supergrupos, tres grupos y cinco subgrupos:
- Strojna y Pohorje (A)
  - Grupo Strojna (A.1)
  - Pohorje (A.2)
    - Pohorje occidentales (A.2.a)
    - Pohorje centrales (A.2.b)
    - Pohorje  orientales(A.2.c)
- Montes de Vitanje y Konjice (B)
  - Grupo Paški Kozjak-Konjiško hribovje (B.3)
    - Montes de Vitanje (B.3.a)
    - Montes de Konjice (B.3.b)